# Spartacus (roman d'Arthur Koestler)
Pour les articles homonymes, voir Spartacus (homonymie).
 (juillet 2024).
Si vous disposez d'ouvrages ou d'articles de référence ou si vous connaissez des sites web de qualité traitant du thème abordé ici, merci de compléter l'article en donnant les références utiles à sa vérifiabilité et en les liant à la section « Notes et références ».
Spartacus est un roman historique d'Arthur Koestler publié en 1939. Il met en scène la révolte servile menée par Spartacus et d'autres gladiateurs, en prêtant à l'événement des enjeux politiques propres au XXe siècle.

## Contexte
Ce livre est considéré par son auteur comme le premier élément d'une trilogie « qui a pour leitmotiv le problème essentiel de l'éthique révolutionnaire [...] autrement dit savoir si, et dans quelle mesure, la fin justifie les moyens. Problème aussi vieux que le monde, mais qui m'a obsédé pendant une phase de ma vie. » Suivront Le Zéro et l'infini (1940) et Croisade sans croix (1943). Bien que situées dans des espaces et des temporalités différentes, ces trois œuvres abordent une thématique commune : comment l'idéalisme des révolutionnaires, confronté aux difficultés de prendre, de conserver et de transformer le pouvoir, peut être perverti et conduire à l'autoritarisme, aux privations de liberté et aux massacres,. 
D'abord écrit en allemand, mais non publié, le texte est traduit en anglais par Edith Simon pour la publication de 1939. Le manuscrit allemand a quant à lui été perdu.

## Style
Le personnage de Spartacus est introduit progressivement. D'abord désigné comme « l'homme à la peau de bête », en raison de sa tenue, il parle à peine et n'est montré que brièvement dans les trente premières pages du livre. Il ne prend vraiment son importance dans le récit qu'après le succès de son stratagème lors de la bataille du Vésuve.
Par ailleurs, à côté des passages en narration externe, relativement concentrés sur Spartacus, plusieurs points de vue coexistent dans le livre, comme des extraits d'une chronique rédigée par un membre de la troupe révoltée, la vie domestique d'un citoyen de Thourioï ou le récit des déconvenues d'un citoyen romain qui rencontre de loin plusieurs personnages intéressés par la révolte (le propriétaire des esclaves, un impresario, un agitateur).

## Résumé

### L'ascension
Une troupe réduite d'une cinquantaine de gladiateurs prend d'assaut une auberge. Quelques serviteurs en réchappent, qui viennent grossir les rangs des esclaves et garderont jusqu'à la fin un rôle important dans l'administration du groupe. Rapidement renforcée par l'afflux d'esclaves révoltés, de bergers et de travailleurs sans le sou, la troupe se réfugie dans des marais insalubres, puis gagne le cratère du Vésuve. Alors qu'une légion romaine dirigée par Claudius Glaber fait le siège du cratère, Spartacus exalte les révoltés et leur promet qu'ils règneront bientôt sur un territoire libre. Les esclaves vainquent la légion romaine par la ruse, et leur succès attire à eux de nombreux soutiens. Spartacus transforme cette masse hétéroclite en une armée organisée.

### La loi des détours
La troupe de révoltés met à sac plusieurs villes, ce qui crée des dissensions entre Spartacus, qui souhaite tempérer la violence du groupe, et Crixus, qui incite au pillage. La rivalité entre les deux chefs grandit peu à peu.

### La cité du soleil
La troupe marche jusqu'à Thourioï, ville grecque d'Italie du Sud hostile à Rome. Ils négocient l'acquisition d'une étendue de terre pour y bâtir leur cité de révoltés, afin de se défendre efficacement contre les légions que le Sénat ne manquera pas d'envoyer. Après plusieurs mois, la Cité du soleil, nom attribué par Spartacus, voit le jour. La tente du gladiateur, centre du pouvoir, est surélevée, et Spartacus reçoit des émissaires de plusieurs forces également opposées à la République (Sertorius, Mithridate, les pirates méditerranéens). Le mécontentement gagne peu à peu la cité, car les révoltés travaillent autant que lorsqu'ils étaient esclaves et souffrent de la disette.
Crixus, sans l'accord de Spartacus, mène un groupe de révoltés piller la ville voisine de Métaponte. Spartacus fait réprimer durement cette rébellion, ce qui suscite la colère et l'incompréhension des habitants de la cité du soleil. Nombre d'entre eux sont déçus par la tournure que prend la politique de Spartacus, et souhaitent rentrer dans leur territoire d'origine, notamment la Gaule, abandonnant ainsi tout idéal politique et toute lutte contre Rome. Spartacus discute avec son conseiller du choix qu'il a à faire : s'il accepte le départ des mécontents, la cité n'aura plus aucune capacité de résister contre les légions romaines ; s'il réprime brutalement ce mouvement, il aura définitivement trahi tout espoir d'établir un régime politique fondé sur la liberté. Il laisse donc partir trente mille révoltés, menés par Crixus, et apprend peu après qu'ils ont été massacrés par les armées romaines.

### Le déclin
Incapable de défendre la cité du soleil, Spartacus se résout à la raser et à mener ce qu'il reste de révoltés dans sa Thrace natale. Pour venger la mort de Crixus, il organise des jeux du cirque entre des citoyens romains captifs, situation humiliante de renversement des rôles. Il apprend en route que la Thrace n'est plus libre, et qu'elle est désormais une province romaine. Ne trouvant aucun objectif à donner à son périple, il parcourt l'Italie et pille les villes sur son chemin, jusqu'à être vaincu par Crassus. Le roman se ferme sur le crucifiement de plusieurs compagnons de route de Spartacus, et montre la nouvelle méfiance des citoyens Romains envers leurs esclaves.

## Personnages
· Castus, pillard
· Claudius Glaber, préteur
· Crixus, chef des esclaves
· L'Essénien
· Fannius, aubergiste
· Flavius, citoyen romain favorable aux rebelles
· Hegio, citoyen de Thourioï
· Hermios, berger
· Quintus Apronius, citoyen romain
· Marcus Cornelius Rufus, impresario
· Marcus Licinus Crassus, général et homme politique
· Nicos, gladiateur affranchi
· Œnomaüs, gladiateur
· Publibor, esclave de Hegio
· Spartacus, chef des esclaves
· Zozimos, grammairien

## Thèmes

### L'utopie révolutionnaire
La cité du soleil, dont l'existence historique n'est pas attestée, peut être qualifiée d'utopie. La troisième partie du roman, consacrée à cette cité, donne un aperçu de son administration sans pour autant interrompre la narration. Par exemple, les habitants sont invités à travailler comme ils le peuvent pour la communauté, et mangent ensemble dans des réfectoires collectifs. Ajouté à la suppression de la propriété privée, ce principe rappelle les utopies socialistes chères aux penseurs des XIX et XXe siècles.
Par ailleurs, le nom de la cité fait écho à La Cité du Soleil, célèbre utopie dont les principes collectivistes rappellent l'organisation de la cité de Spartacus.

### Le messianisme
Après la bataille du Vésuve, Spartacus reste incertain quant à l'avenir. Sa révolte initiale, inspirée par un élan de liberté, doit trouver de nouveaux principes, une motivation d'ordre supérieur. Il fait la rencontre d'un essénien qui l'invite au dialogue intime. L'essénien lui explique que l'arrivée d'un messie est proche, un homme qui viendra pour libérer les opprimés. Cet homme, roi des esclaves, pourrait être Spartacus. Troublé, le gladiateur endosse finalement ce rôle messianique, qu'il ne revendiquera pourtant jamais publiquement. Il revêt néanmoins les insignes de pouvoir du préteur Claudius Glaber, et se fait appeler imperator, titre honorifique instituant une distance entre lui et sa troupe.
Cette motivation politique et religieuse à l'origine de la cité du soleil n'est reconnue par aucun historien. Arthur Koestler explique toutefois dans sa préface qu'il y voit une explication valable à plusieurs faits qu'il estime insuffisamment expliqués par la recherche historique de son temps, comme les opinions et objectifs communs ayant pu unir autant d'hommes pendant trois ans.

### Le stalinisme
Aucune allusion ne rapproche concrètement Spartacus de Staline, Koestler souhaitant avant tout écrire un roman historique et non une parabole. Néanmoins, les thèmes qu'il explore dans ce livre sont communs à ceux qui préoccupent les intellectuels, communistes ou non, des années 1930.
En effet, en composant sa trilogie sur la perversion de l'idéalisme révolutionnaire, c'est l'URSS que Koestler a en tête, comme il s'en explique dans la postface de Spartacus : « Mes désillusions successives en ce qui touchait le Parti [Parti communiste d'Allemagne, auquel il avait adhéré sept ans plus tôt] atteignirent un stade aigu en 1935, année qui vit l'assassinat de Kirov, les premières purges et les premières vagues de la Terreur qui devait éliminer la plupart de mes camarades. »

## Projet de film
De 1957 à 1960, alors que Stanley Kubrick réalise son Spartacus à partir d'un roman de Howard Fast, un autre projet a lieu : la réalisation d'un film à partir du roman de Koestler, avec un script d'Abraham Polonsky. Le projet ne voit jamais le jour. Interrogé à ce sujet, Arthur Koestler déclare : « Tout ce dont je me souviens, c'est qu'un Américain, il y a vingt ans, avait acheté les droits de The Gladiators, mais avait abandonné le projet en apprenant qu'un autre gros producteur américain avait prévu de faire un film à partir du Spartacus de Howard Fast. »